# Tunnel von Soumagne

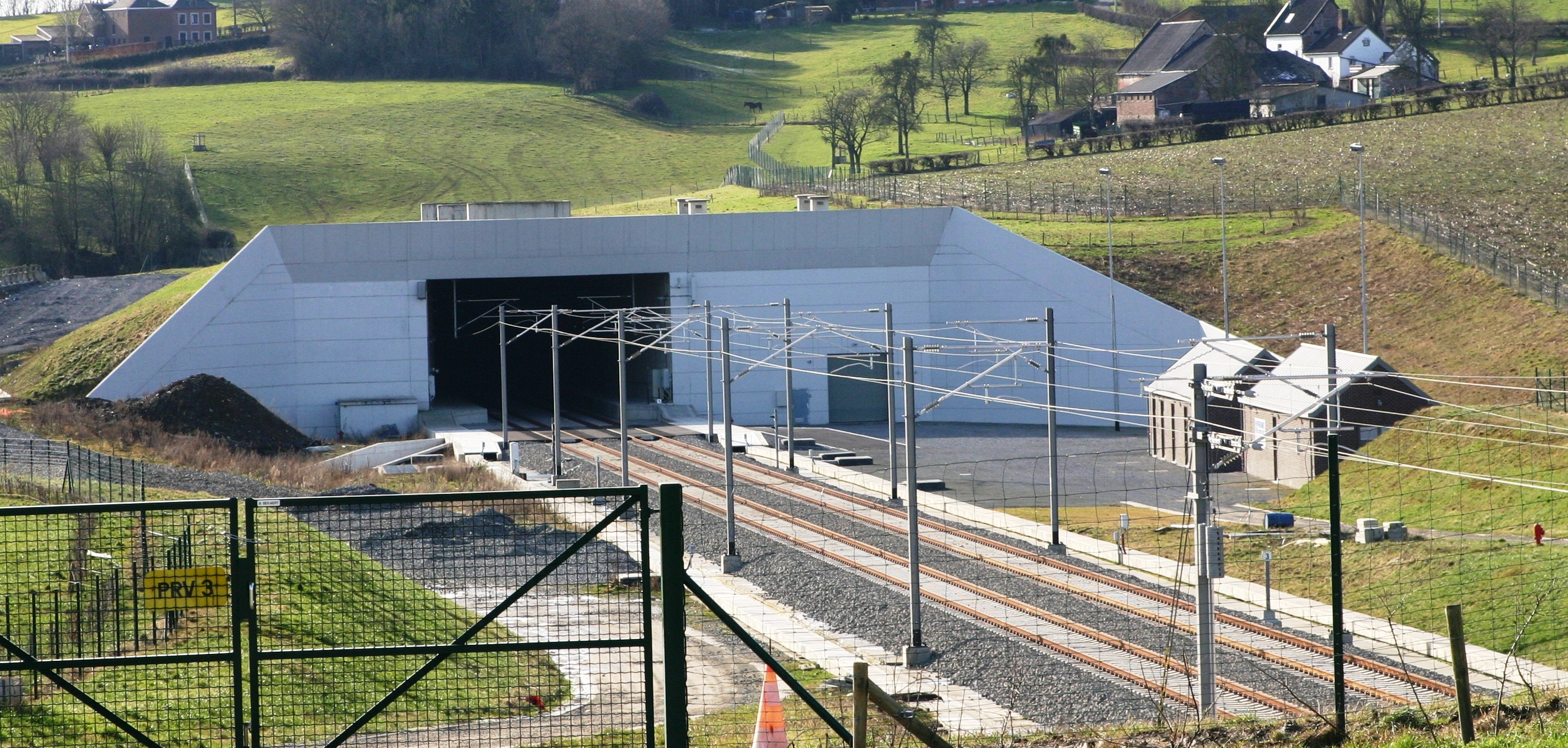
Ostportal des Tunnels bei Ayeneux

Der Tunnel von Soumagne (tunnel de Soumagne) ist der längste Eisenbahntunnel in Belgien. Das in Zusammenhang mit der Hochgeschwindigkeitsstrecke HSL 3 errichtete Bauwerk überwindet einen Höhenunterschied von 120 m. Nach vierjähriger Bauzeit verkehren die Züge seit 2009 mit einer Geschwindigkeit von bis zu 200 km/h. Das Westportal befindet sich in Vaux-sous-Chèvremont im Wesertal, das Ostportal in Ayeneux auf dem Herver Land auf einer Höhe von 210 m. Der Tunnel unterquert die Gemeindegebiete von Chaudfontaine, Fléron, Olne und Soumagne. Die Neigung beträgt zwischen 1,7 % und 2 %.